# Балгасын
Балгасы́н (каз. Балғасын) — средневековый погребально-культовый комплекс, расположенный в Шалкарском районе Актюбинской области Казахстана, в 55 км к северу от города Шалкар.

## Общие сведения
В состав комплекса Балгасын входят развалины башни (конец XV — начало XVI вв.), мавзолей Оналбек-ата (XVII—XVIII вв.) и могилы без кулпытасов (XIII—XVIII вв.), сложенные из кирпича и камней. На некоторых могилах изображена тамга рода шекты. Площадь комплекса — 140×220 м.
Балгасын впервые был исследован в конце XIX — начале XX вв. экспедицией Оренбургской архивной комиссии, которой руководили А. Матов, И. Хохлов и Ж. Кастанье. В 1979—1980 гг. состоялась экспедиция Министерства культуры Казахской ССР под руководством С. Аджигалиева. В 2003 году по инициативе Имангали Тасмагамбетова, руководителя Национальной комиссии Республики Казахстан по делам ЮНЕСКО, была организована ещё одна археологическая экспедиция.
С 2010 года архитектурный комплекс включён в список памятников истории и культуры местного значения Актюбинской области.

## Башня Балгасын
Полуразрушенная башня Балгасын, датированная концом XV — началом XVI вв., является центральным объектом комплекса. Согласно легенде, её построили в память о девушке Балгасын, дочери Казтугана-жырау, умершей во время кочёвки. В память о дочери Казтуган велел каждой семье поставить по одному кирпичу над могилой Балгасын.
Башня имела сходство с мемориальными строениями Мавараннахра и Дешт-и-Кипчака. Портальное четырёхугольное сооружение размерами 9×10 м возведено из обожжённого кирпича. Вход расположен с правой стороны юго-западной стены. Купол, облицованный кирпичом и покрытый голубой эмалью, был установлен на многогранный барабан.
После частичного обрушения башни некоторые кирпичи из упавшего купола были использованы при строительства мавзолея Оналбек-ата.

## Современные археологические исследования
Группа учёных из Актобе, Алма-Аты и Туркестана дважды посещала Балгасын в течение 2005 года. С 3 по 8 мая осуществлялись различные топографические измерения, лазерное сканирование, видеозапись. С 8 по 20 сентября проводились археологические раскопки. В ходе раскопок по периметру башни Балгасын были найдены керамические изделия и их осколки, бусины, чётки и наконечники стрел, а также монеты Российской империи, датированные 1859 годом. Внутри самой башни обнаружены следы множества посетителей. Кроме того, неподалёку от комплекса обнаружена печь для обжига кирпича и глиняной посуды.